# Pseudodellamora
Pseudodellamora es un género de coleóptero de la familia Mordellidae.

## Especies
Las especies de este género son:
- Pseudodellamora brevicollis (Emery, 1876)
- Pseudodellamora championi (Schilsky, 1899)
- Pseudodellamora distinguenda Ermisch, 1963
- Pseudodellamora grossepalpalis Ermisch, 1942